# Венда (народ)

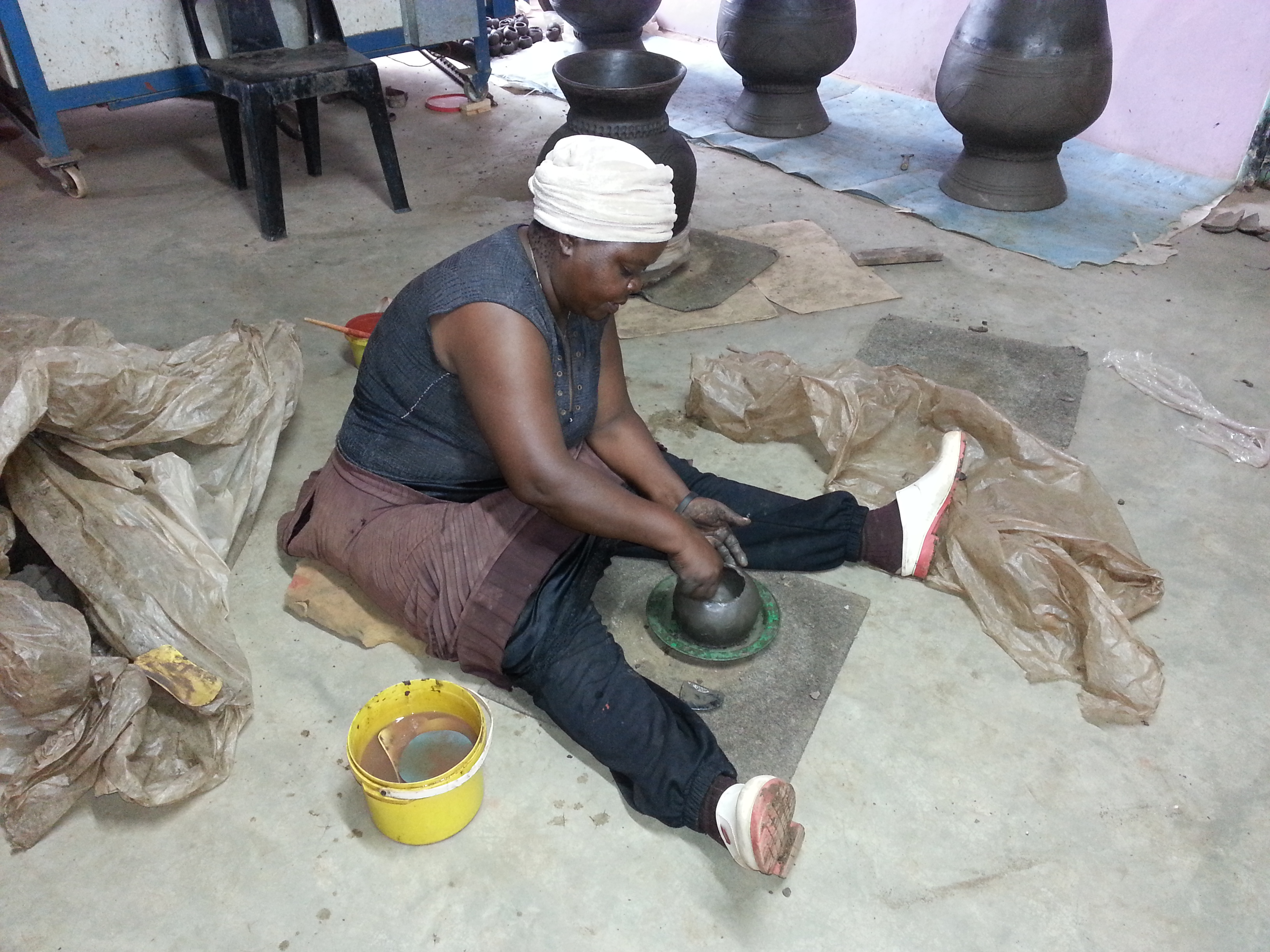
Венда

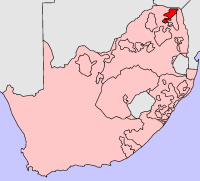
Бантустан Венда

Ве́нда — народ, проживающий, в основном, на севере ЮАР вдоль границы с Зимбабве. Численность населения оценивается от 600 тысяч до 1 миллиона. Язык венда относится к языковой семье банту и является одним из официальных языков ЮАР. Происходит народ либо из района так называемых лесов Конго, либо из Большой рифтовой долины, переселился за реку Лимпопо в период экспансии банту. С 1973 по 1994 год существовал бантустан Венда.
Легенда гласит, что князья венда произошли от легендарного героя Тохо йа Ндоу, который привёл свой народ из Зимбабве в Северный Трансвааль (ныне — территория южноафриканской провинции Лимпопо). После основания столицы он исчез в озере Фундузи, где проживает и сегодня.
Одним из элементов культуры народа венда является мусангве — боевое искусство, представляющее собой бой на голых кулаках.